# Juli Vallmitjana
Juli Vallmitjana y Colomines (Barcelona, 1873 - ibídem, enero de 1937) fue un escritor, dramaturgo y pintor español en lengua catalana.

## Biografía

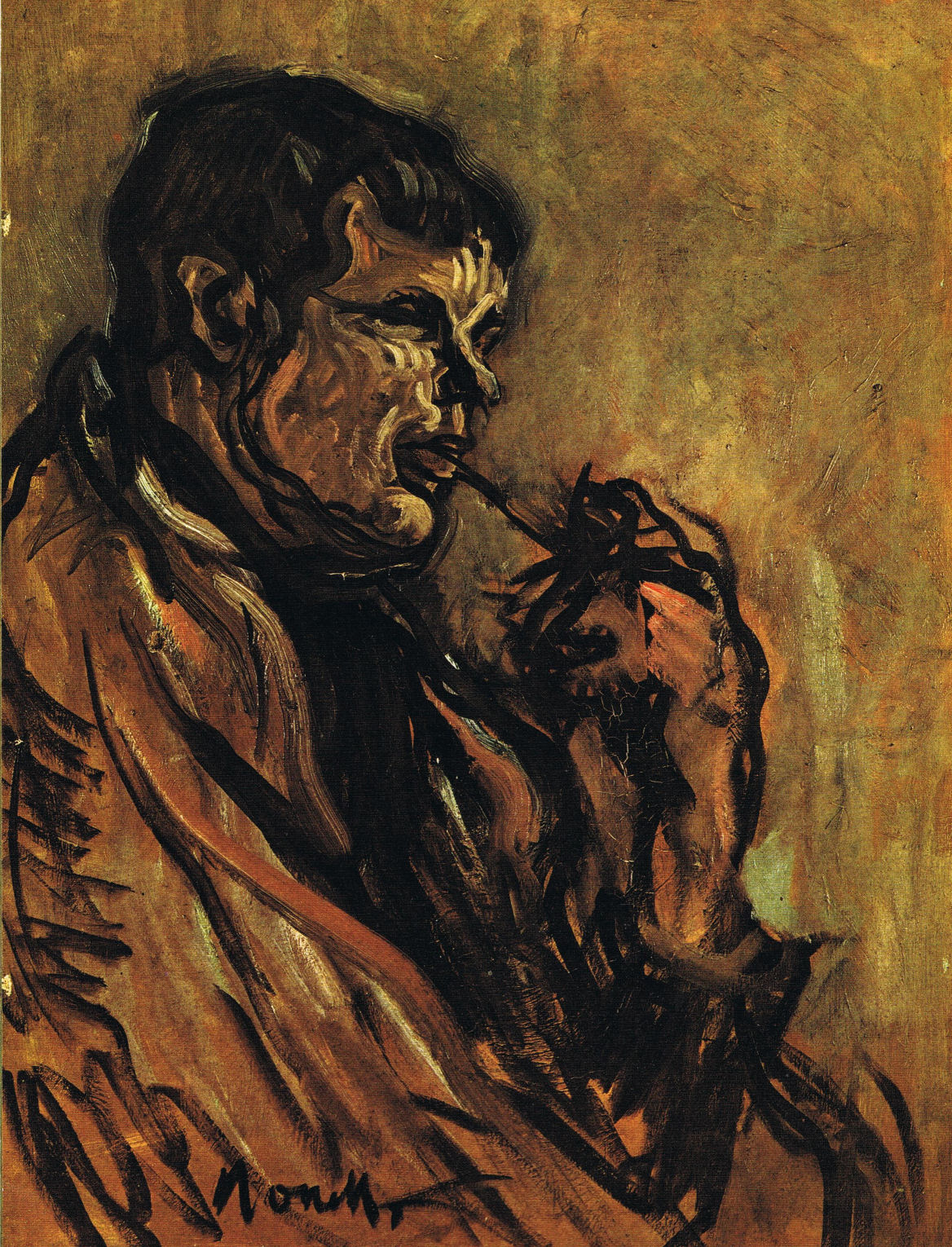
Juli Vallmitjana, por Isidre Nonell (1901)

Hijo de Frederic Vallmitjana (+1897) y Josepa Colomines, su padre había montado un taller de orfebrería, oficio que heredó y que ejercería a lo largo de toda su vida; muestra de esto, su participación en la Exposición de Industrias Artísticas de 1892 y 1894. Estudió pintura en la Escuela de Bellas Artes de Barcelona, donde conectó con gente como Ricard Canals, Ramón Pichot, Joaquín Mir, Adrián Gual o Isidre Nonell, con los cuales formó la llamada Colla del Safrà o de San Martí (1893-1896). En 1896 sus padres adquirieron a la Diputación de Lérida los terrenos del balneario de Caldas de Bohí para su explotación; y allí se  fue con Isidre Nonell y Ricard Canals. De aquellos valles les interesó el fenómeno del cretinismo, una forma de hipotiroidismo fruto de la endogamia producida por la aislamiento que sufrían los habitantes de los valles pirenaicos. Durante tres meses, su amigo Nonell dibujó tipos afectados de cretinismo que al volver expuso en Barcelona y, más tarde, en París.
Empezó a frecuentar los barrios marginales de Barcelona con sus amigos y pronto manifestó un interés personal por la realidad social y humana en que vivían. En especial se interesó por el mundo de los gitanos y, en general, por los bajos fondos. De todos estos jóvenes que visitaban los barrios bajos, Vallmitjana fue el único que acabó conviviendo de verdad, trascendiendo la curiosidad por la mala vida y empapándose de un mundo que a la vez que lo seducía lo ahogaba. Allí, pues, encontró inspiración para su obra escrita, un retrato tan profundo que a menudo se hace difícil separar lo que es crónica de lo que es ficción. La popularidad de Vallmitjana le vino de la obra literaria: abandonó la pintura iniciando una época de actividad febril, primero escribiendo narraciones y más tarde obras de teatro con el nombre de Juli V. Colominas y después ya con su nombre completo.
A partir de 1930, dejó de publicar, a pesar de que siguió escribiendo. En aquellos años sufrió algunos episodios de depresión que lo hicieron ingresar en el Institut Pere Mata de Reus. Murió en 1937 en la Clínica Rabassa de Barcelona de una infección postoperatoria, tras una intervención de próstata. Fue enterrado en el Cementerio de Montjuic.

## El autor
La producción literaria de Vallmitjana no es uniforme. Si en una primera etapa se muestra poco dado a las convenciones literarias, en una segunda época se amortiguará el rechazo de las técnicas de composición y de estructuración dramática. En efecto, en el primer periodo creativo, Vallmitjana pretende remover la conciencia del lector y, a la vez, quebrar su indiferencia y conformismo: el autor es un visionario que tiene por misión hacer ver al mundo la verdad, por cruda y desagradable que sea. El narrador se mostrará omnipresente a lo largo de su obra y le dará coherencia. No obstante, no hay mal sin bien y no hay crueldad sin piedad: la expiación es posible. El determinismo que pretende imponer la sociedad es algo antinatural. Vallmitjana apuesta abiertamente por la regeneración. Este dualismo hombre/bestia bebe de fuente de la teosofía.
Con Josep Plana y Dorca (1856-1913), Vallmitjana se acercará al movimiento teosófico. Sus creencias espirituales se reflejarán en parte de su obra, en general como testigo de la marginación y de los marginados de la sociedad barcelonesa y concretamente, en cuanto al pensamiento teosófico, en su primera obra dramática, Els oposats, y en El corb: la primera en que los protagonistas encarnan el bien, pero restan incomprendidos por aquellos a quien quieren redimir, y la segunda en la cual el protagonista hace frente a un ambiente familiar hostil a sus creencias espiritualistas. Verso en 20, su teatro se vuelve menos personal, más costumbrista y menos naturalista. Sus personajes se volverán más estilizados e idealizados. Este cambio de orientación se empezó a manifestar en Muntanyes blanques, en que la acción pasa en los Pirineos. Ahora, el teatro tiene que distraer, no encaparrar al público. Bastante de pasiones y conflictos trágicos, se tiene que hacer  a las comedias amables, más del gusto burgués.

## La obra
En cuanto a la obra no dramática, sus orígenes los encontramos en Coses vistes i coses imaginades, de 1906, un conjunto de impresiones emotivas donde no  encontraremos ni crítica ni denuncia de las condiciones de vida del tipo de gente que  retrata sino, en todo caso, un cierto rechazo de aquella gente que se enorgullece de su perversión y embrutecimiento moral. Poco después escribirá De la raça que es perd, reeditada modernamente por Ediciones de 1984 (2005). Un conjunto de narraciones, uno de los elementos de las cuales es el humor como recurso que le permite de distanciarse del mundo que retrata, atenuando la crudeza. Los paisajes que describe con minuciosidad en estos cuentos están plenos de vida. El mundo marginal que pinta le aporta unos valores que la sociedad del momento no le ofrecía, es un testigo directo de una parte muy concreta de la sociedad barcelonesa, a quien da la palabra. El título responde al cambio de costumbres de los gitanos que se sedentarizan, perdiendo parte de su forma tradicional de vida.
De 1907 son De la ciudad vieja y Cómo empezamos a sufrir. En la primera se exalta la vida comunitaria de los más humildes, en contraposición al interés y el egoísmo del mundo artístico barcelonés: pintores, galeristas y críticos del momento, especialmente los de la Sala Parés. La segunda es un conjunto de narraciones de casos y ejemplos de sufrimientos infantiles ilustradas por su amigo J. Martrus.
Hacia 1910 empezará a conocer la fama; la calidad, así como la aceptación popular, de su obra mejora en gran medida y la producción literaria, especialmente la dramática se dispara. En 1910 vio la luz La Xava, quizá su mejor novela. Un auténtico retablo de la vida de los bajos fondos, llena de crudeza y trepidante acción y con una constante y colorista descripción de los edificios, de la vestimenta y de los ambientes: cada espacio evoca una imagen. Vallmitjana se erige en narrador omnisciente de una historia llena de diálogos frescos y ligeros, la de una chica de un barrio de mala muerte que tendrá una vida dura y miserable, llena de penurias, desgracias y decepciones. Esta sobrecogedora crónica de la supervivencia de la chica acabará bien, puesto que el autor rehúye el determinismo que impregna la obra de autores como Narcís Oller, y así al fin conocerá un pintor que la sacará de este ambiente. El mismo año se publica su conferencia Criminalidad típica local, donde esboza una descripción no solo de la gente de mal vivir, sino también de sus formas de delinquir. Su enfoque va a caballo entre la indignación y la piedad, en una actitud que podríamos denominar regeneradora.
Su producción más personal la encontramos hacia el final de su vida, Albí, que trata la historia de un niño abandonado en uno pueblo al borde del mar. La obra, dedicada a su mujer, es un canto al amor, a la cordura, a la bondad y a las dificultades de hacerse grande, pero también a la vida difícil de los pescadores -temerosos de no poder alimentar a los suyos- y de sus familias -temerosas de perderlos para siempre. A su vez, en Cartas a mi hijo David el padre revive y explica el decurso de su vida a su primogénito. Nos presenta a un hombre torturado por sus fobias, sus manías y frustraciones, y sobre todo en guerra con el mundo entero.

## Obra dramática
- 1906. Els oposats
- 1910. Jambus
- 1910. La tasca
- 1910. Aires de mar
- 1910. L'abella perduda
- 1911. En Tarregada
- 1911. L'espanta
- 1911. El corb
- 1911. Els zinc-calós
- 1911. Muntanyes blanques. Drama en quatre actes. Amb música de J. Cumells i Ribó. Estrenada al Teatre Principal.
- 1911. Entre gitanos
- 1912. La gitana verge
- 1913. La gran diadema
- 1913. El casament d'en Tarregada
- 1915. Prop de l'ombra
- 1916. Tassarba (òpera). Drama líric en un acte. Amb música d'Enric Morera. Estrenada al Gran Teatre del Liceu.
- 1917. Rují
- 1918. La mala vida. Drama en 3 actes. Estrenada al teatre Còmic de Barcelona el 15 de març de 1918.
- 1922. A l'ombra de Montjuïc
- 1923. El barander
- 1923. A la Costa Brava
- 1923. Cants d'Orient
- 1923. Don Pau dels consells
- 1924. La nova dèria o la fal·lera de Don Jaume
- 1927. La caravana perduda
- 1928. Gitanos (inèdita)
- 1929. En un racó del món (representada, però perduda)
- 1929. La bruixa blava

## Novelas y otros escritos
- 1906. Coses vistes i coses imaginades
- 1906. De la raça que es perd
- 1906. Fent memòria
- 1907. De la ciutat vella (Edicions de 1984, 2018)[4]
- 1907. Com comencem a patir (llibre de criatures)
- 1908. Sota Montjuïc
- 1910. La Xava
- 1910. Criminalitat típica local
- 1932. Albí
- 1937. Lletres al meu fill David